# Apriona aphetor
Apriona aphetor är en skalbaggsart som först beskrevs av Newman 1842.  Apriona aphetor ingår i släktet Apriona och familjen långhorningar.
Artens utbredningsområde är Filippinerna. Inga underarter finns listade i Catalogue of Life.